# Гаслайтинг
Гаслайтинг или газлайтинг(на английски: gaslighting) е психологическо манипулиране на лице, обикновено за продължителен период от време, което кара жертвата да се съмнява в достоверността на, загуба на увереност и самочувствие, несигурност в емоционалната или психическата стабилност и зависимост от извършителя. Потърпевшите на „гаслайтинг“ често се обръщат към психолог, а други не разбират, че са такива.

## Произход на думата
- Значението е повлияно от филма „Светлина от газената лампа“ с Ингрид Бергман и Шарл Боайе от 1944 г. Във филма жена от XIX век мисли, че полудява, но-късно става ясно, че съпругът ѝ, който е престъпник, я е убеждавал, че е луда, за да дискредитира наблюденията ѝ над неговите действия. Сред наблюдаемите улики е затъмняването на газовата лампа в дома им, когато (както по-късно научава) съпругът отива тайно на тавана. Той я убеждава, че това си го въобразява, на което тя вярва, докато семеен приятел не го вижда и разкрива престъплението. Оттогава до днес психологическият термин гаслайтинг се използва за описание на опит да се унищожи чуждото възприятие за реалност и в крайна сметка – самият здрав разум.[4]

## Механизмът на „гаслайтинга“
Гаслайтингът е термин, използван в психологията, за да опише динамика, която може да възникне в личните взаимоотношения (романтични, родителски, приятелски) и във взаимоотношенията на работното място. То включва две страни: „гаслайтър“, който упорито представя фалшив разказ и се опитва да промени възприятията за реалност на „гаслайтнатият“, който се бори да запази своята индивидуална автономия и перспектива. Гаслайтването обикновено е ефективно само когато има неравностойна динамика на властта или когато потърпевшият е проявил уважение към извършителя. Гаслайтингът се различава от неразбирателството, което е често срещано и важно в отношенията. Различава се по това, че:
- единият партньор постоянно изслушва и взема предвид гледната точка на другия партньор за даденост или за своя собствена;
- единият партньор постоянно отрича възприятието на другия, настоява, че той греши или му казва, че емоционалната му реакция е ирационална или невалидна.
Обикновено употребата на този вид манипулация се проявява продължително време, а не еднократно. С течение на времето изслушващият партньор може да прояви симптоми, често свързани с тревожни разстройства, депресия или ниско самочувствие.